# ゴッズ・マン
Gods’ Man （→神の僕）は1929年に刊行された米国人画家リンド・ウォード (1905–1985) によるワードレスノベル（文字のない小説）作品。139枚の木版画で構成され、魔法の絵筆と引き換えに魂を売り渡した芸術家のファウスト的な物語が語られている。米国初のワードレスノベルであり、本書の影響で後世に発展したグラフィックノベルの萌芽的な作品だとされている。
ウォードはドイツ留学中の1926年にフランス・マシリールの Le Soleil(1919) でワードレスノベルと出会った。翌年に米国に帰国すると挿絵画家の道を歩み始め、1929年にオットー・ニュッケル(1888–1955) の Schicksal(1926) に触発されて Gods’ Man を描いた。本書はウォール街大暴落の1週間前に世に出たが、売れ行きは大恐慌の影響を受けず、同種の書籍の中で最大のベストセラーの座を保ち続けることになった。本書のヒットによって米国でもこの形式に手を染める作家が現れた。その一人である漫画家ミルト・グロスの He Done Her Wrong(1930) は本書のパロディである。1970年代にはアート・スピーゲルマンやウィル・アイズナーのような漫画家がウォードの作品に範を取ってグラフィックノベルを生み出した。

## あらすじ
貧しい絵描きが大都市に流れ着き、仮面の謎めいた人物と契約を交わして特別な絵筆を譲り受ける。その力によって美術界で名声を得た絵描きは近づいてきた女性と関係を持ち、絵のモデルとする。しかしその女性が金銭の奴隷であることが明らかになる。絵描きは都市中の男という男が同じ女性を腕に抱いているのを目にし、嘲笑を浴びせられる。群衆から追われて都市を逃れた絵描きは、山奥で暮らすヤギ飼いに自然の美しさを教えられ、その女性を妻とする。歳月が経ったある日、仮面の人物が訪れて契約の履行を迫る。絵描きは求められるまま山頂に向かい、その人物の肖像画を描こうとする。仮面の下は剥き出しの髑髏だった。絵描きは畏れのあまり谷底に落ちていく。

## 背景
リンド・ウォード (1905–1985) はシカゴに生まれた。父ヘンリー・F・ウォード(1873–1966) はメソジスト教会の牧師で、社会活動家としてはアメリカ自由人権協会の初代会長を務めた。ウォードの作品にはおしなべて、社会不正に関心が高かった父親からの影響が見られる。幼いころから美術に惹かれていたウォードは、小学1年生のときに教師から自身の名 (Ward) を逆につづると「描く (draw)」になると教わったことがきっかけで画家を目指し始めた。ウォードは学業に優れ、高校と大学では学生新聞にイラストレーションや文章を寄稿した。
1926年にコロンビア大学の教員養成学校を卒業した直後に、同窓生で後に児童小説家となるメイ・マクニアーと結婚し、長期の新婚旅行としてヨーロッパに留学した。東欧で4カ月すごしたのちにドイツに移り、1年にわたってライプツィヒ版画・製本芸術大学に特別学生として在籍して木口木版を学んだ。その間にドイツ表現主義を知るとともに、フラマン人の木版画家フランス・マシリール (1889–1972) のワードレスノベル Le Soleil（→太陽） (1919) に触れた。イカロスの物語の現代版で、言葉を用いずに63枚の木版画で表現された作品だった。
1927年に帰国したウォードは挿絵画家として活動を始めた。ニューヨーク在住中の1929年、ドイツ人画家オットー・ニュッケル(1888–1955) が描いた唯一のワードレスノベル Schicksal（→運命） (1926) と出会う。ある娼婦の生涯を描いた作品で、作風はマシリールの影響を受けていたが映画的な技法が取り入れられていた。ウォードは同作に触発されて自分でも同じ形式で作品を作ろうと考えた。ストーリーはゴッホ、ロートレック、キーツ、シェリーのような悲劇的な短命の芸術家に対する若者の感傷から生まれてきた。本作には闇雲に夭折へ向かう運命と引き換えに創造の機会を得るのが創造の才というものだという考えが込められている。

## 刊行の経緯
ウォードは1929年3月に冒頭30枚の版木をケープ&スミス出版社のハリソン・スミス (1888–1971) に見せた。スミスは出版契約を提示し、夏の終わりまでに完成すれば同社が初めて発行するカタログの筆頭に載せると約束した。最初の版は10月に刊行された。トレード・ペーパーバック版と限定版の2種類で、前者にはツゲの版木から電鋳法で複製された金属版が用いられた。原版から409部が印刷された限定版は、中性紙を使用した黒クロス装丁箱入りのサイン本だった。絵は見開きの右ページのみに印刷され、裏面は空白となっていた。章題、刊記などの文字も木版によるブロック印刷だった。献辞はコロンビア大学時代の美術講師や同窓生に向けられていた（異説もある）。
再版や作品集への収録も何度か行われている。1974年には本作に加えてウォードの同種の作品 Madman's Drum (1930) および Wild Pilgrimage (1932) をまとめて序文や著者エッセイをつけた Storyteller Without Words が刊行された。同書では絵が縮小されており、ページ当たり4枚の箇所もあった。2010年、ウォードのワードレスノベル6作を収録した2巻本が漫画家アート・スピーゲルマンの編集によってライブラリー・オブ・アメリカから出た。
本書の原版木はウォードの遺族によってワシントンDCのジョージタウン大学に寄贈され、ジョセフ・マーク・ローインガー記念図書館にリンド・ウォード・コレクションの一部として収蔵されている。

## 作風
Gods' Man は139枚の木口木版画によってサイレントで物語を表現するワードレスノベル作品である。物語は1枚の絵ごとに進行するが、ウォードは1974年の画集 Storyteller Without Words でストーリー進行のペースを意識したと書いている。飛躍が大きいと読者にとって読みづらく、細かく分けすぎると長々しくなる。ワードレスノベルの歴史を研究しているデイヴィッド・A・ベローナはこの問題を漫画のストーリーテリングになぞらえている。
絵は白黒でサイズは一定しておらず、各章の冒頭と末尾に位置する絵が6×4インチ（15 cm×10 cm）で最大となっている。象徴的な明暗のコントラストが用いられており、都市の場面では昼日中でも建物が空を陰らせていることで堕落が表現される。その一方で野山は自然の光に満ちている。言葉によらず感情を表現するために人物の表情は誇張して描かれる。また構図にも感情が表されている。名声の只中にある主人公は多くのワイングラスに囲まれて描かれるが、グラスを掲げる人物は腕しか見えず、主人公が感じる孤立感を訴えてくる。
物語はファウスト的なテーマを追っており、ドイツ映画『ファウスト』(1926) からの影響が指摘されている。原題 Gods' Man は直訳で『神々に所有される男』という意味で、ユダヤ＝キリスト教の唯一神を指してはいない。このタイトルは古代ローマの劇作家プラウトゥスが『バッキス姉妹』に書いた言葉「神々に愛されるものは若くして死ぬ」から来ている。
仮面の訪問者が着用するシルクハットや、主人公の愛人に重ねられる売春婦のイメージはいずれも資本主義の象徴である。ヤギは隠棲の平穏と自律を表す一方、主人公が払う犠牲を象徴するとも読める。

## 反響と影響
Gods’ Man は米国で初めてのワードレスノベル作品である。それまではヨーロッパの先行作品も出版されていなかった。発行数の面で本書を超えるワードレスノベルは後世まで出ていない。1929年に刊行されて1週間のうちにウォール街大暴落が勃発し、大恐慌時代に突入したにもかかわらず、本書は翌年1月までに2回重版され、4年間で6版にわたって2万部が発行された。1930年には4月から5月にかけて日刊紙ニューヨーク・イブニング・ポストに転載されている。ウォードは1937年までに続けて5作のワードレスノベルを描いた。同時に当時の花形職業だった挿絵画家としても成功し始め、児童書の挿絵では権威と見なされるようになっていった。

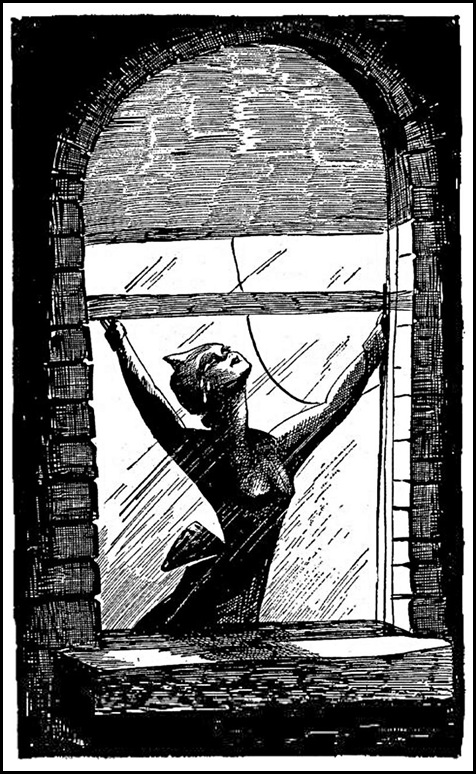
漫画家のミルト・グロスは He Done Her Wrong (1930) で本作をパロディ化した。

1930年、米国の出版社が Gods' Man のヒットを追ってニュッケルの Schicksal を Destiny の題で刊行した。同年に漫画家ミルト・グロスが「アメリカ文学の金字塔、ただし言葉はなし――音楽もなし」と銘打たれた He Done Her Wrongによって Gods’ Man やサイレント映画のメロドラマをパロディ化した。その主人公が木こり（→ウッドカッター）であるのは木版画（→ウッドカット）を描いていたウォードがモチーフである。
1930年代にニューヨークのバレエシアターが Gods' Man を翻案しようとしたことがある。しかし作曲を依頼されたフェリックス・ラブンスキーは収入の不安定さから作品を完成させられなかった。1960年代にも映画化の企画が何度か持ち上がったが実現に至らなかった。
本作は左翼傾向のある画家や作家から支持された。ウォードは読者から本作を元にした詩を数多く捧げられている。詩人アレン・ギンズバーグは「吠える」(1956) に Gods’ Man から借りた都市と牢獄のイメージを取り入れている。抽象表現主義の画家ポール・ジェンキンスはウォードへの1981年の手簡で Gods’ Man のエネルギーと前人未到の独創が自身の創作に影響を与えたと書いている。漫画家のアート・スピーゲルマンは1973年にウォードの影響を受けた表現主義風の絵柄で母親の自殺を題材にした4ページ作品 "Prisoner on the Hell Planet"（→地獄惑星の囚人）を制作した。この作品はスピーゲルマンの代表作『マウス』の中に取り入れられている。米国バンド、マイ・モーニング・ジャケットのフロントマンであるジム・ジェイムスが2013年に出したソロアルバム Regions of Light and Sound of Godは Gods' Man にインスパイアされており、当初のコンセプトは同書の映画版のためのサウンドトラックだった。
Gods' Man はウォードが描いたワードレスノベルの中でも知名度と発行数において現在まで最大である。スピーゲルマンはその理由が後発作品より優れているためというより米国初のワードレスノベルという新奇性によると書いている。アーウィン・ハースは本書の作画を高く評価する一方でストーリーの語り方に粗があると述べ、ウォードがワードレスノベルの表現様式に習熟したのは第3作 Wild Pilgrimage からだとした。笹本純は、本作にはまだ表現がぎこちない部分もあるとしながらも愛人に裏切られた主人公が絶望して街をさまよい歩く下りを圧巻と評し、… 変化に富んだ展開は、絵の本ならではのもので、強烈な吸引力をもつと書いた。
本書は作者の意図しないところで笑いを誘う面がある。米国の作家スーザン・ソンタグは1964年の評論「≪キャンプ≫についてのノート」において本書の絵をキャンプの典型例に挙げている。スピーゲルマンも主人公が妻子とともに野原をスキップする牧歌的なシーンで「笑いが漏れてしまう」と書いている。
精神科医M・スコット・ペックは本書の内容を強く批判してこれまで読んだ中でもっとも暗く不快な本と読んでいる。ペックによると作中の謎めいた人物はサタンと死神を象徴している。